# NGC 1166
NGC 1166 je galaksija u zviježđu Ovan.

## Vanjske poveznice
- SEDS: NGC 1166